# Meninas (Documentário)
Meninas é um documentário brasileiro dirigido por Sandra Werneck e Gisela Camara. Filmado em 2005 e lançado em 2006, aborda a realidade da gravidez na adolescência em comunidades de baixa renda no Rio de Janeiro. O filme foi financiado por edital da Petrobras e apresentado no Festival de Berlim no mesmo ano
.

## Temática e Abordagem
Meninas explora diversos aspectos da vida de quatro adolescentes grávidas, destacando o contexto de comunidades carentes. As protagonistas enfrentam dificuldades relacionadas à estrutura familiar, como a ausência da figura paterna ou situações de carência social. O documentário acompanha o cotidiano dessas jovens, explorando suas rotinas, expectativas e os desafios que enfrentam. A violência, embora não seja o foco principal, é mencionada de forma indireta, contextualizando o ambiente em que essas jovens vivem.
Sandra Werneck optou por uma abordagem observacional, evitando julgamentos explícitos e permitindo que as próprias meninas contassem suas histórias. Esta escolha resultou em um filme que, segundo a diretora, tem "uma delicadeza no solo, mas o subsolo é trágico".

## Recepção e Impacto
O filme foi bem recebido pela crítica, sendo descrito como um "bonito filme, que roça uma realidade brasileira bastante inquietante". Foi exibido no Festival de Cinema de Berlim, na mostra Panorama.
Meninas tornou-se uma importante ferramenta educacional, sendo utilizado em escolas brasileiras para conscientização sobre gravidez na adolescência
. O documentário alcançou significativa visibilidade, com milhões de visualizações em plataformas online.

## Protagonistas
As protagonistas são quatro adolescentes em situações de gravidez precoce.
- Evelin Rodrigues dos Santos, com 13 anos, estava grávida de um traficante da Rocinha, tendo relatado sofrer agressões do parceiro e decidido manter a gravidez apesar dos alertas familiares[2][3].
- Luana Ferreira dos Santos Amaral, de 15 anos, planejou deliberadamente a gestação, acreditando que ser mãe a faria parecer mais madura, abandonando o sonho de ser atriz[2][3].
- Edilene Ferreira da Silva, com 14 anos, engravidou após sua primeira relação sexual com o namorado de 21 anos[2][3].
- Joice Delfino Rosa, de 15 anos, engravidou do mesmo rapaz que engravidou Edilene, tendo anteriormente sonhado em entrar para a Marinha[2][3].

Todas as jovens viviam em comunidades de baixa renda no Rio de Janeiro, compartilhando histórias de limitações sociais, famílias desestruturadas e gravidez como uma possível forma de obter reconhecimento e status em seus contextos sociais.

## Protagonistas 15 Anos Depois
Em 2021, quinze anos depois da estreia do documentário Meninas, a BBC News Brasil voltou a entrevistar as protagonistas, trazendo atualizações sobre suas trajetórias e os rumos que suas vidas tomaram desde a filmagem.
- Evelin, com 30 anos, deixou a Rocinha, tornou-se mãe de três filhos e construiu uma carreira como influenciadora digital[2][3].
- Luana, com 31 anos, abriu uma microempresa de salgados e tem três filhos[2][3].
- Edilene faleceu aos 30 anos. Diagnosticada com câncer de colo do útero em estágio avançado, deixou três filhos. Seus filhos mais velhos moravam com a avó materna na época da entrevista[2][3].
- Joice, aos 32 anos, passou por diversos trabalhos e no momento da entrevista estava desempregada, mas dedicava-se a orientar suas três filhas, inclusive sobre questões de homofobia[2][3].

## Participantes
Os nomes dos demais participantes do documentário podem ser consultados a seguir.
| Relação com as protagonistas | Nome |
| ---------------------------- | --- |
| Mãe da Luana                 | Antonizia Ferreira dos Santos                                                                                    |
| Namorado da Luana            | Nilson Diogo da Silva Junior                                                                                     |
| Irmãs da Luana               | Jéssica Ferreira do Amaral Jaqueline Ferreira do Amaral Ana Paula Ferreira dos Santos Talita Ferreira dos Santos |
| Médica da Luana              | Dra. Elisabeth Roeder                                                                                            |
| Mãe da Evelin                | Rosimar José dos Santos                                                                                          |
| Pai da Evelin                | José Gentil Rodrigues da Costa                                                                                   |
| Namorado da Evelin           | Sérgio Ferreira da Silva                                                                                         |
| Irmão da Evelin              | Everton Rodrigues dos Santos                                                                                     |
| Mãe da Edilene               | Maria José Ferreira da Silva                                                                                     |
| Namorado da Edilene          | Alex Barbosa da Costa                                                                                            |
| Irmã da Edilene              | Adriana Ferreira Santos                                                                                          |
| Irmão da Edilene             | Ednaldo Ferreira da Silva                                                                                        |
| Mãe do Alex                  | Luciana da Costa Barbosa                                                                                         |
| Irmãos do Alex               | André Barbosa Costa Vagner Barbosa Costa Evandro Barbosa Costa                                                   |
| Parteira da Edilene          | Walfrides Pereira                                                                                                |
| Mãe da Joice                 | Neuza Vieira de Souza Oliveira                                                                                   |
| Pai da Joice                 | Nei Delfino Rosa                                                                                                 |

## Ver Também
- Sandra Werneck
- Gravidez na adolescência, drama que persiste no Brasil
- Grávida aos 16
- Jovens e Mães